# Weisses Rauschen (Album)
Weisses Rauschen ist das zweite Studioalbum des deutschen Rocksängers Erik Cohen. Es erschien am 15. Januar 2016 über RYL NKR und brachte dem Künstler die erste Chartplatzierung.

## Entstehung
Nach den positiven Reaktionen auf sein Debütalbum Nostalgie für die Zukunft entschloss sich Erik Cohen, ein zweites Studioalbum aufzunehmen. Mit dem Ausarbeiten der neuen Lieder begann er direkt nach der Veröffentlichung des Debüts. Textlich arbeitete Cohen bei den neuen Liedern vermehrt mit Metaphern. Die Inspiration für die Texte holte sich Cohen durch literarische Werke, z. B. von Christian Morgenstern oder Georg Trakl. Teilweise entstanden die Texte, als Cohen am Nord-Ostsee-Kanal saß. 
Musikalisch versuchte Cohen, eine waveig-rockige Produktion zu erreichen, die mehr Wert auf den Bass als auf die Gitarren legt. Gleichzeitig probierte Cohen sich an neuen Stilen, wie z. B. Country bei Nur ein Herzschlag oder Blues bei Der Heilige Gral. Insgesamt verfügte Cohen vor dem Aufnahmen über zehn Songskizzen, die allesamt auf dem Album gelandet sind.
Wie schon beim ersten Album hat Cohen das Album selbst produziert und aufgenommen. Die Aufnahmen fanden in Kiel im ehemaligen Proberaum der Band Smoke Blow statt. Unterstützt wurde Cohen dabei vom Gitarristen Jan Späth, dem Bassisten Björn Seitz und dem Schlagzeuger Normen Rehse.  
Für die Lieder Hier ist nicht Hollywood und Neues Blut wurden Musikvideos gedreht. Hier ist nicht Hollywood wurde am 16. Oktober 2015 im Rahmen der Plattenladenwoche als Single ausgekoppelt. Neben dem Titellied enthält die Single als B-Seite eine Akustikversion des Liedes Kapitän.

## Hintergrund
Mit dem Albumtitel will Erik Cohen seine innere künstlerische Ruhe und Zufriedenheit, die sich bei ihm beim Hören der Lieder einstellt, ausdrücken. In den Texten von Weisses Rauschen geht es um Probleme, mit denen laut Erik Cohen jeder Mensch zu kämpfen hat. Teilweise geht es um seine eigene Person, teilweise handeln die Texte auch von seiner musikalischen Sozialisation.
Das Lied Deine Dämonen handelt von einer Liebesbeziehung, bei der beide Partner merken, dass man sich nicht guttut und beide Partner sich gegenseitig runterziehen. Trotzdem kommen die beiden Personen nicht voneinander los. In dem Lied Neues Blut singt Erik Cohen über seine über die Jahre gesammelten Erfahrungen im Musikgeschäft. Dabei bezieht er sich auf Menschen, mit denen er kämpfen müsse, um Hass und Missgunst. Mit dem Lied Der Heilige Gral rechnet Cohen mit selbst ernannten Szenewächtern ab, die ihn wegen der musikalischen Ausrichtung seines Soloprojekts als Verräter bezeichnen.

„Diese Leute haben Angst davor, dass ihnen jemand etwas wegnimmt. Das ist doch total Banane. Ich gehöre keiner Szene an, ich bin meine eigene!“

## Rezeption
Für Katrin Riedl vom deutschen Magazin Metal Hammer ist Weisses Rauschen ein Album, das „schwere Worte in leichte Melodien packt“. Erik Cohen bezeichnete sie als „fragilen, wortgewandten und begnadeten deutschen Poeten mit dem Herzen am rechten Fleck“. Die Texte von Liedern wie Deine Dämonen, Regen und Der Heilige Gral würden „mit ihren schwer dechriffirerbaren Wendungen zum Nachdenken anregen“. Riedl bewertete das Album mit sechs von sieben Punkten. Laut Ronny Bittner vom deutschen Magazin Rock Hard würde sich Cohen mit seinem zweiten Album „noch mehr zwischen die Stühle setzen als bei seinem Debütalbum“. Auf Weisses Rauschen gibt es „wieder reichlich gute Songs“. „Wer seine Scheuklappen absetzt und sich in Cohen Welt fallen lässt wird mit einem tollen Hörerlebnis belohnt“, wofür Bittner acht von zehn Punkten vergab. Kritischer zeigte sich Markus Hockenbrink vom deutschen Magazin Visions. Zwar lobte er Cohens „unverblümten Rocksound, der sich cool über die angesagte Indie- und Hardcore-Scheiße hinwegsetzt“, kritisierte aber gleichzeitig, dass „dies vor allem dank Jack Lettens lässiger Ich-habe-schon-alles-gesehen-Stimmt funktioniert“. Hockenbrink vergab sieben von zwölf Punkten.
Weisses Rauschen stieg auf Platz 74 der deutschen Albumcharts ein.